# Swindon Town Football Club
O Swindon Town Football Club é um clube de futebol da Inglaterra. Atualmente o clube disputa a Football League Two, correspondente à Quarta Divisão do Campeonato Inglês.
Fundado em 1879, permaneceu como clube amador até 1894, quando recebeu o estatuto como agremiação profissional. Manda seus jogos no The County Ground, com capacidade para 15.728 torcedores.

## Estádio

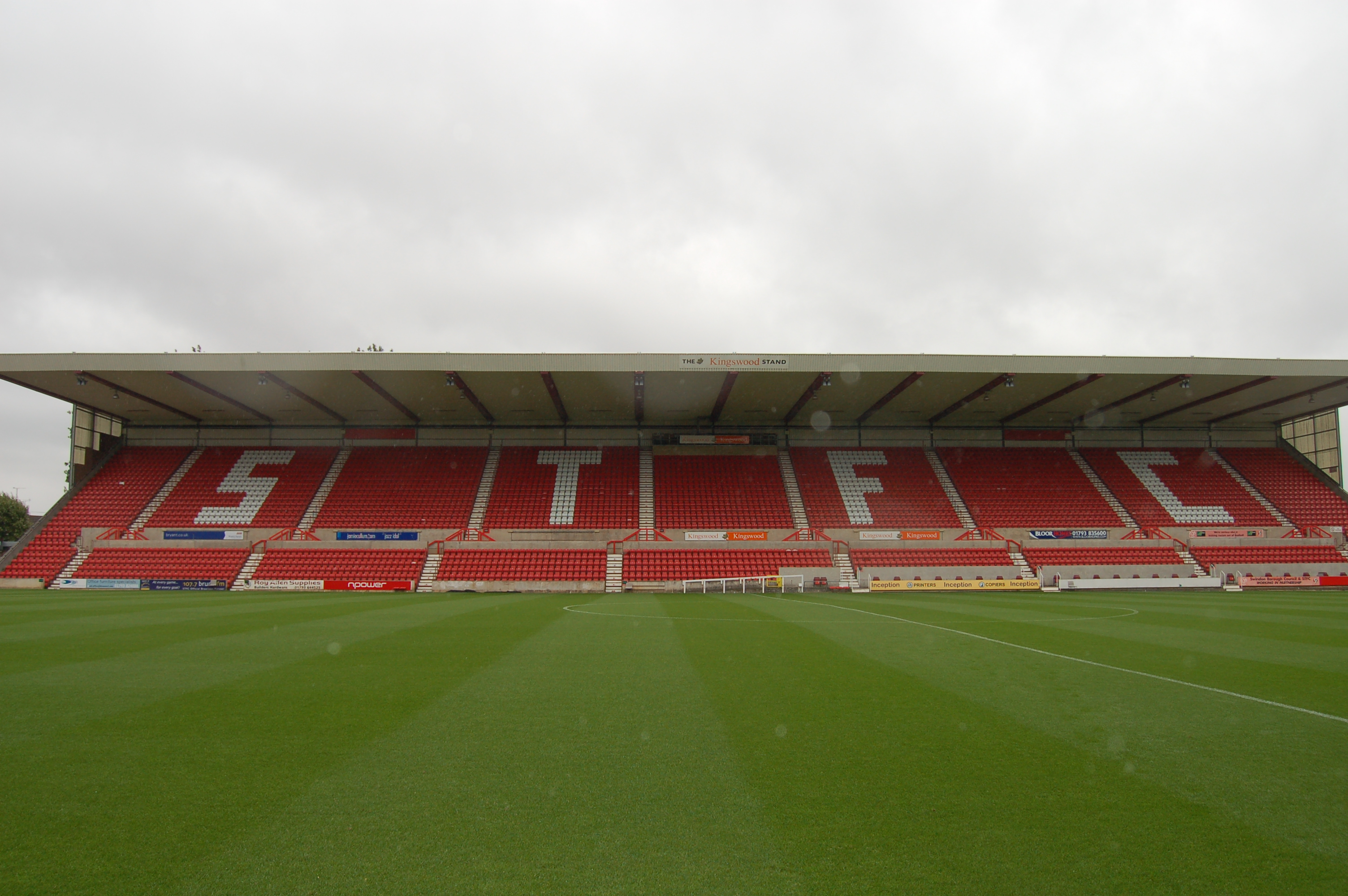
O County Ground

O County Ground é o estádio onde o Swindon Town manda seus jogos. Inaugurado em 1976, seu recorde de público é de 54.000 torcedores, em partida contra o Arsenal, no ano de 1982. Atualmente, o estádio possui uma capacidade estimada em 44.700 lugares.

## Títulos
- 'Football League Championship '

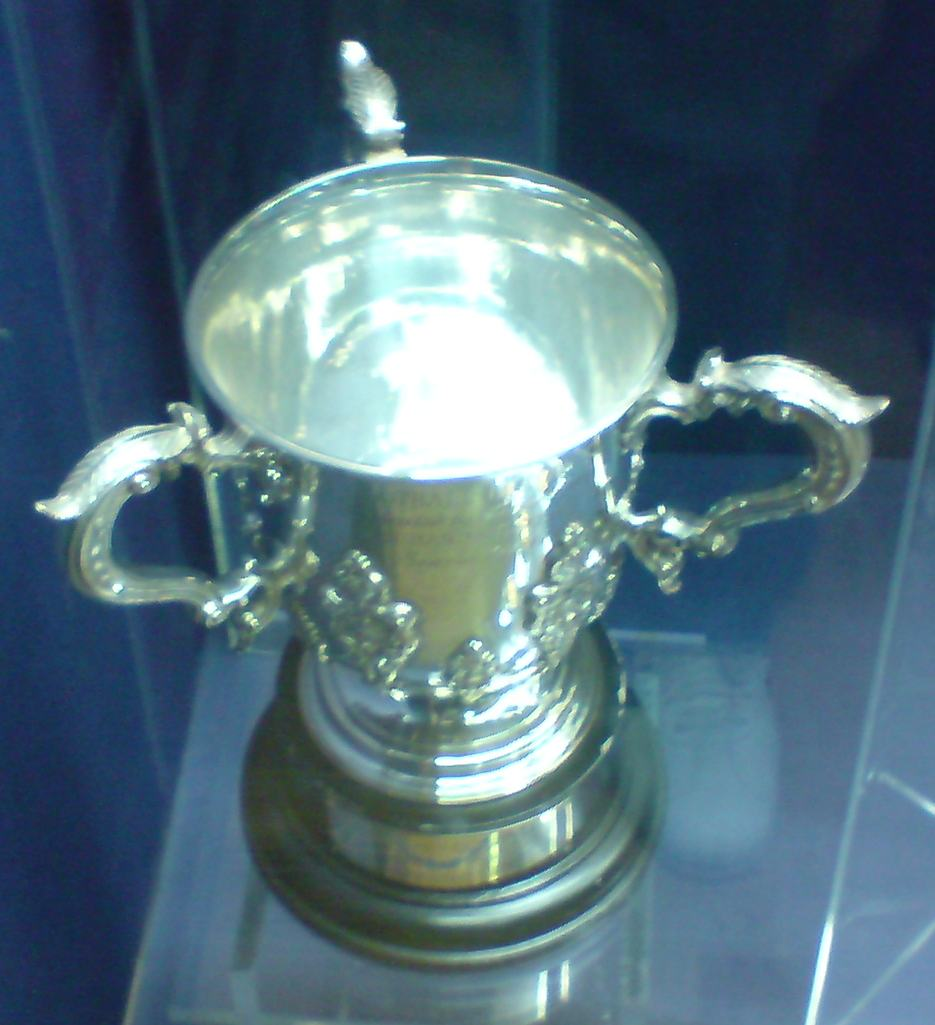
Swindon ganhou a League Cup em 1969.

  -  'Vencedores do Playoff (2): 1989-90, 1992-93

- 'Football League One'
  -  'Titulos (1): 1995-96
  -  'vice-campeonatos (2): 1962-63, 1968-69
  -  'Vencedores Playoff (1): 1986-87

- 'Football League Two '
  -  'Titulos (3): 1985-1986, 2011-12, 2019-20

- 'Southern Football League:'
  -  'Titulos (2):' 1910-11, 1913-14
  -  'vice-campeonato (4): 1897-98, 1908-09, 1909-10, 1912-13

- 'Western Football League:'
  -  'titulos (1): 1898-1899

### Copas
- Football League Cup:
  - titulos (1): 1968–69

- Football League Trophy:
  - Finalistas (1): 2011–12

- FA Youth Cup:
  - Finalistas (1): 1964

- FA Charity Shield
  - Titulos (1): 1911

- Football League Third Division South Cup:
  - Finalistas (1): 1935–36

- Anglo-Italian Cup:
  - Titulos (1): 1969–70

- Anglo-Italian League Cup:
  - titulos (1): 1968–69

- Wiltshire Cup:
  - titulos (10): 1986–87, 1887–88, 1888–89, 1889–90, 1890–91, 1891–92, 1892–93, 1896–97, 1903–04, 1919–20

- Dubonnet Cup:
  - titulos (1): 1909–10

- Wiltshire Premier Shield:
  - titulos (28): 1927, 1928, 1929, 1930, 1931, 1932, 1933, 1948, 1949, 1951, 1952, 1953, 1954, 1955, 1956, 1958, 1959, 1972, 1974,1975, 1976, 1977, 1980, 1988, 1990, 1991, 1992, 2010

- Milk Cup Junior Section
  - titulos (1): 2006

- Milk Cup Northern Ireland Trophy
  - titulos (1): 2007